# Ponteranica
Ponteranica är en ort och kommun i provinsen Bergamo i regionen Lombardiet i Italien. Kommunen hade 6 821 invånare (2018).